# ديرموت والش
ديرموت والش (بالإنجليزية: Dermot Walsh)‏ هو ممثل أيرلندي، ولد في 10 سبتمبر 1924 في دبلن في جمهورية أيرلندا، وتوفي في 26 يونيو 2002 في رويال تونبريدج ولز ‏ في المملكة المتحدة.

## وصلات خارجية
- ديرموت والش على موقع IMDb (الإنجليزية)
- ديرموت والش على موقع ألو سيني (الفرنسية)
- ديرموت والش على موقع أول موفي (الإنجليزية)
- ديرموت والش على موقع قاعدة بيانات الأفلام السويدية (السويدية)
- ديرموت والش على موقع قاعدة بيانات الفيلم (الإنجليزية)
- ديرموت والش على موقع كينوبويسك (الروسية)